# Szénaszárító

A szénaszárító általában fából készült állvány, mely a friss széna szárítására szolgál. Ezen célra sok helyen – kivált kisebb gazdaságokban – külön szárítóállásokat használnak, melyekre a takarmányt, miután körülbelül 24–36 óráig kissé megfonnyadt, boglya módjára felaggatják, hogy így a levegő átjárhassa, száríthassa és az eső se tehessen nagyobb kárt benne. (Gibbs erre a célra külön alkalmas készüléket szerkesztett, mely kerekekre szerelve hordozható. A szárítást meleg levegő eszközli, melyet lokomobillal vagy járgánnyal hajtott ventilátor szolgálta.)
A magyar parasztság elsősorban a háromlábú, gúla alakú szénaszárító állványt használta. Ennek készítéséhez kb. 3 m hosszú, ágas vagy sima rudakat használtak, melyeket a gúla csúcsán kötöttek  össze vagy fogtak össze csap segítségével. Az állvány magassága kb. 2 m, a szomszédos lábakat mintegy 40 cm-enként elhelyezett, a talajjal párhuzamosan fekvő keresztrudak kötik egymással össze. Az állványra rendszerint 100–150 kg félig megszáradt (fonnyadt) takarmányt raknak fel boglya alakban. A gúla formájú szénaszárító állvány főként a Nyugat-Dunántúlon, a magyar nyelvterület északkeleti részén, valamint Erdélyben használatos. Neve rendszerint azonos a szénaszárító ágaskaróval (ösztörü). Az Alpokban már évszázadok óra elterjedt a gúla alakú szénatartó állvány, a Kárpátok csapadékos vidékein, és Észak-Európában is használatos. A magyar parasztok körében a „kerítésforma” szénaszárító állvány nem terjedt el. Ez utóbbit a talajba egymástól 2 m távolságra, egyenes sorban leszúrt ágasfákból készítik, melyeket vízszintes rudakkal kötnek össze. A fedéllel rendelkező, magas, létraszerű állványt a szlovénoknál, osztrákoknál, a Dél-Alpokban, Fehéroroszországban és Svédországban használják. Az agronómiai irodalomban svéd állványnak (lobor) is nevezik. A szlovénoknál már a 17. század óta meghonosodott.

## Galéria

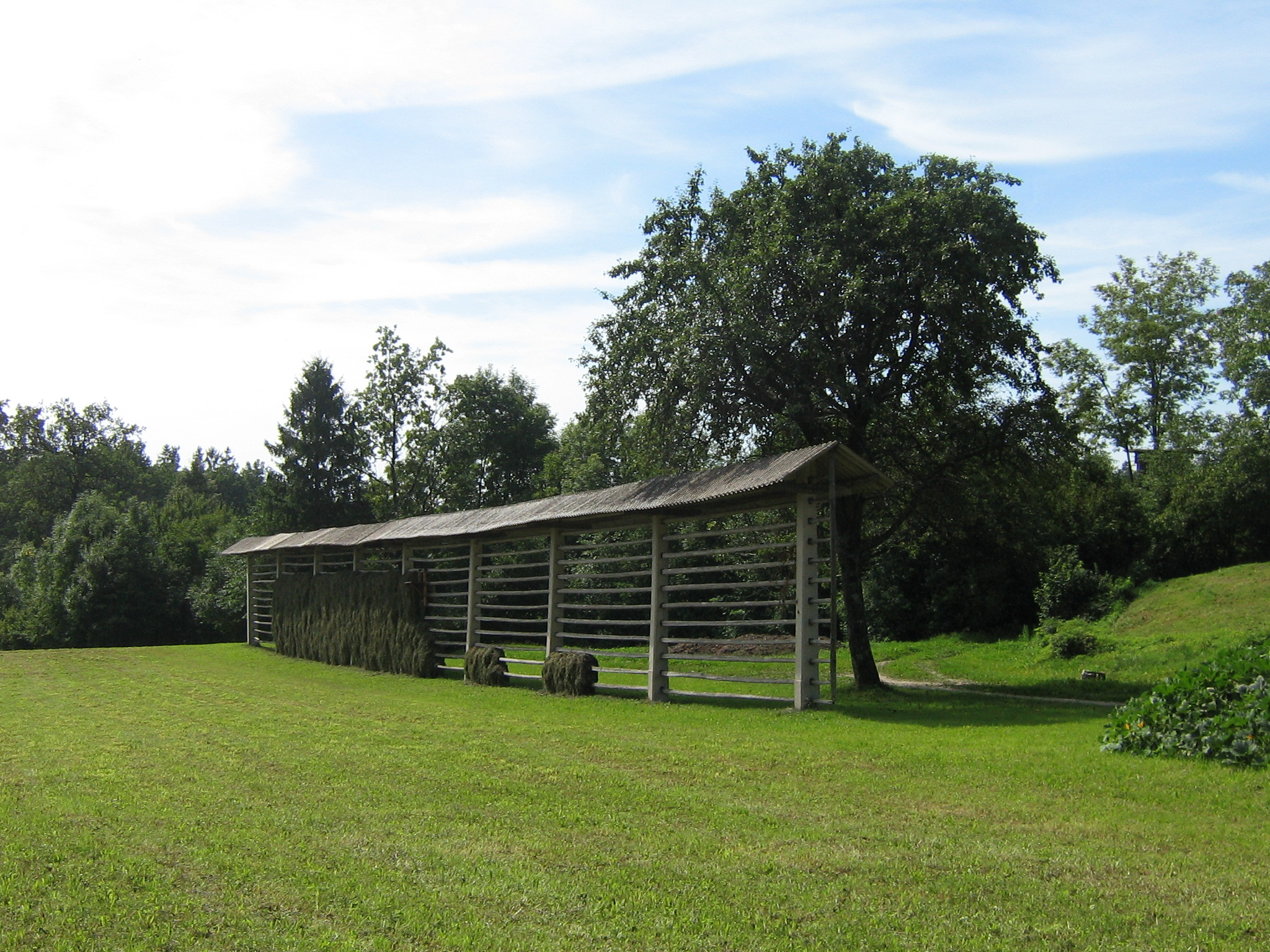
Kozolec
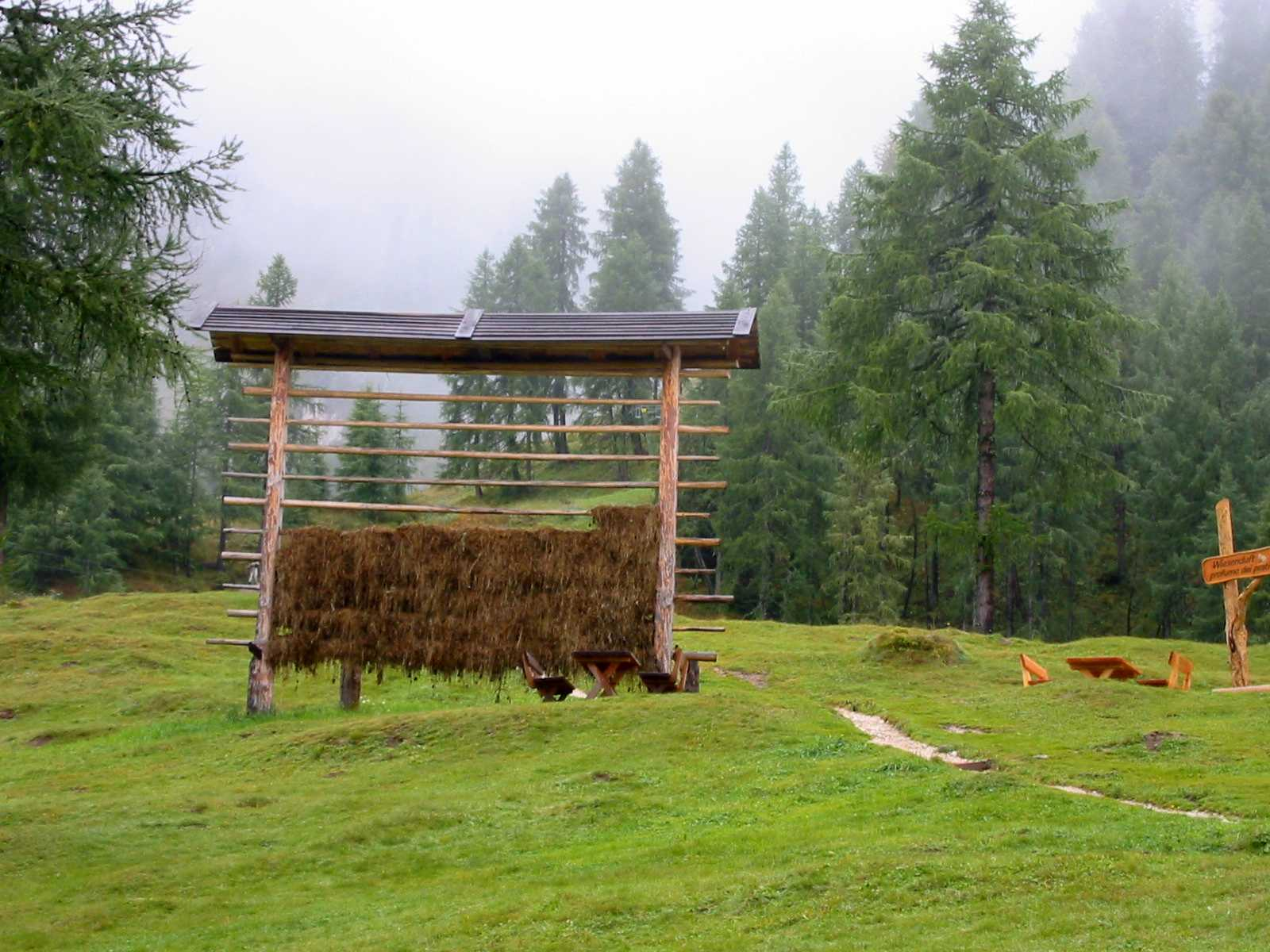
Szénaszárító Sextenben
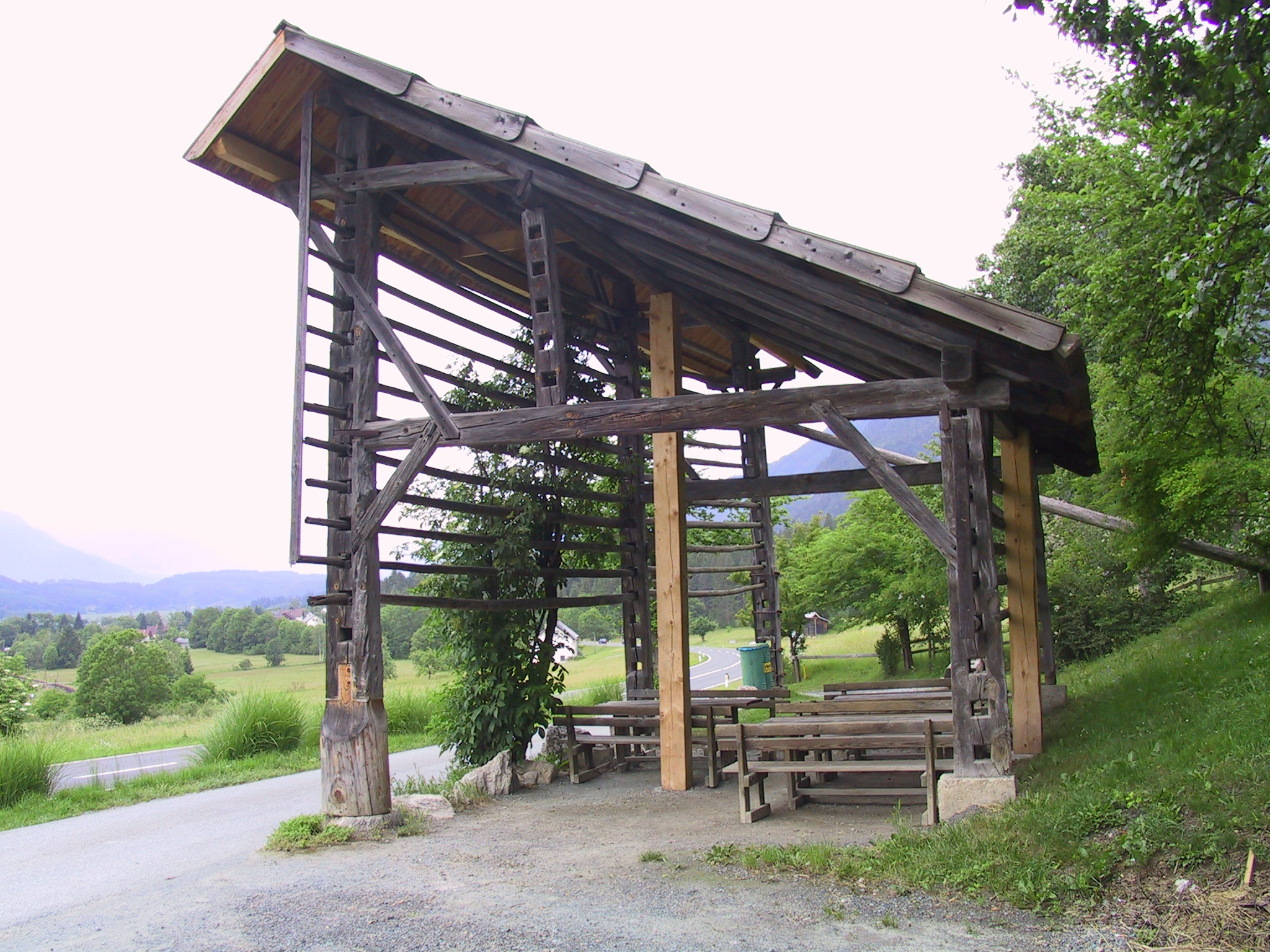
Pihenőhelyként is használt szénaszárító
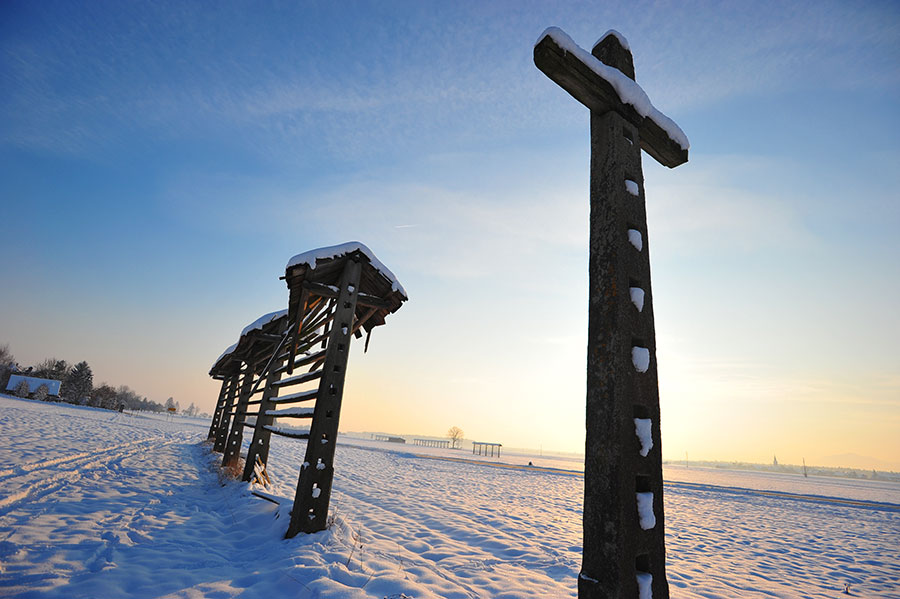
Használaton kívüli szénaszárító Olševek mellett